# Neuville-lès-Lœuilly
Neuville-lès-Lœuilly ist eine Commune déléguée in der nordfranzösischen Gemeinde Ô-de-Selle  mit 108 Einwohnern (Stand 1. Januar 2022) im Département Somme in der Region Hauts-de-France.
Die Gemeinde Neuville-lès-Lœuilly wurde am 1. Januar 2019 mit Lœuilly und Tilloy-lès-Conty zur Commune nouvelle Ô-de-Selle zusammengeschlossen. Sie hat seither den Status einer Commune déléguée. Die Gemeinde Neuville-lès-Lœuilly gehörte zum Arrondissement Amiens und zum Kanton Ailly-sur-Noye.

## Geographie
Die Gemeinde liegt rund elf Kilometer südwestlich von Amiens am linken (westlichen) Ufer der Selle. Die Gemeinde liegt an der abgebauten und teilweise als Wanderweg Coulée verte René-Dumont genutzten Bahnstrecke von Amiens nach Beauvais.
| 1962 | 1968 | 1975 | 1982 | 1990 | 1999 | 2006 | 2011 |
| ---- | ---- | ---- | ---- | ---- | ---- | ---- | ---- |
| 75   | 75   | 91   | 105  | 104  | 102  | 107  | 127  |

## Verwaltung
Bürgermeister (maire) ist seit 2008 Rodolphe Jeandos.

## Sehenswürdigkeiten

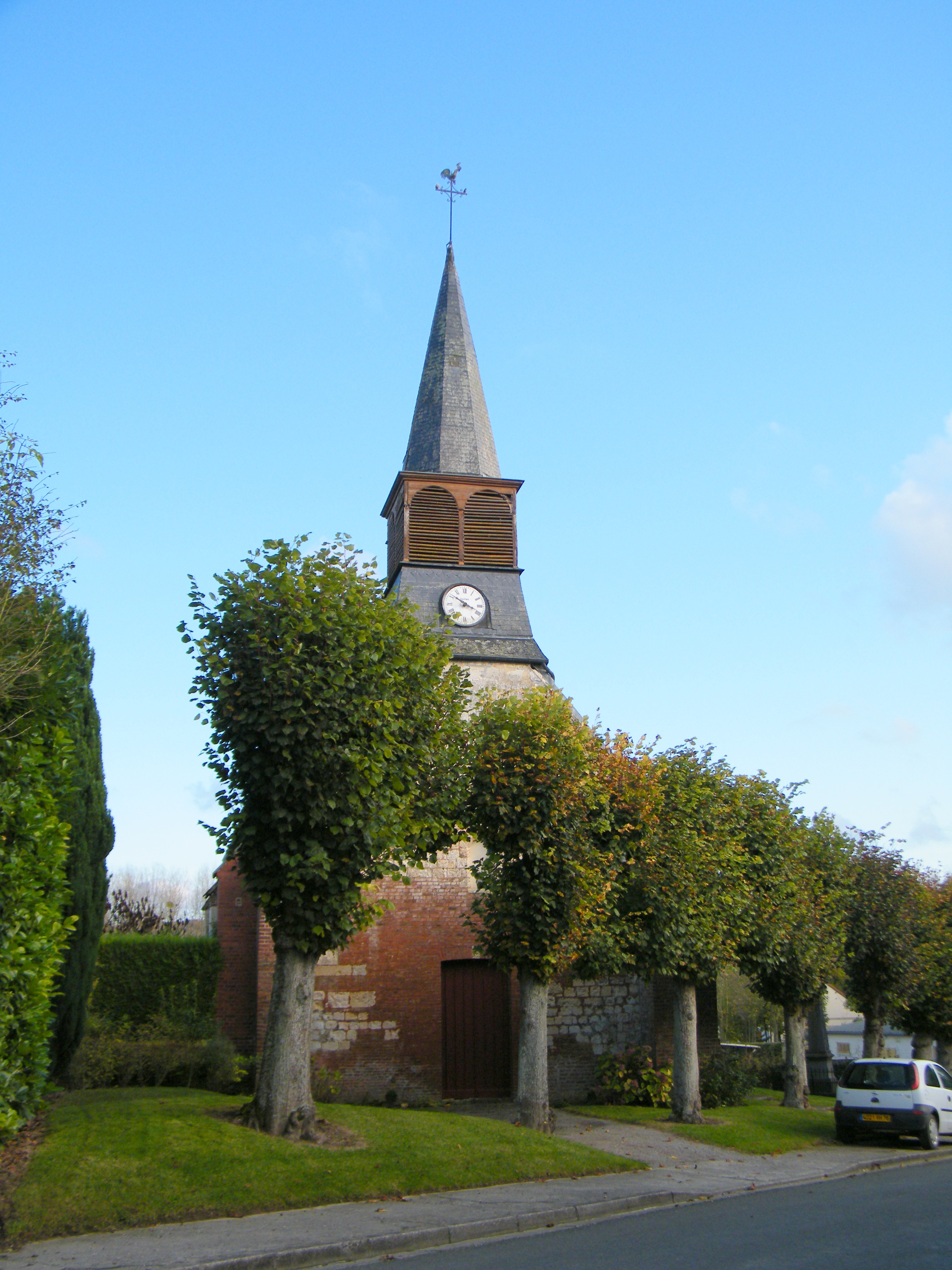
Kirche Saint-Martin

- Schloss Neuvillette
- Kirche Saint-Martin